# Lonavla
Lonavla oder Lonavala (Marathi: लोणावळा) ist eine etwa 60.000 Einwohner zählende Stadt im Distrikt Pune im indischen Bundesstaat Maharashtra. Lonavla ist vor allem bekannt als Ausgangspunkt für Besichtigungen der buddhistischen Höhlentempel von Karli, Bhaja, Bedsa und Ghorawadi. Jährlich pilgern tausende Buddhisten zu den Tempeln, da sie einen wichtigen Teil des Buddhistischen Glaubens ausmachen.

## Lage und Klima
Lonavla liegt in einer Höhe von ca. 625 m auf dem Dekkan-Plateau nahe den Westghats. Die Entfernung nach Pune beträgt etwa 67 km (Fahrtstrecke) in südöstlicher Richtung; Mumbai befindet sich etwa 85 km nordwestlich. Im Süden der Stadt liegt die Quelle des von vielen Hindus als heilig verehrten Flusses Indrayani. Das Klima ist warm bis heiß; Regen (ca. 1800 mm/Jahr) fällt nahezu ausschließlich während der sommerlichen Monsunzeit. 

## Bevölkerung
Wie bei Volkszählungen in Indien üblich, ist der männliche Bevölkerungsanteil etwa 10 bis 15 % höher als der weibliche. Umgangssprachen sind Marathi und Hindi. Etwa 75 % der Einwohner sind Hindus; daneben gibt es noch etwa 10 % Moslems – die restlichen 15 % verteilen sich auf Jainas, Sikhs, Buddhisten und Christen.

## Wirtschaft
Lonavla liegt am Mumbai Pune Expressway, der Hauptverbindungsstrecke zwischen den beiden Millionenstädten, sowie an der Eisenbahnlinie Mumbai–Chennai. Die Umgebung der Stadt ist in hohem Maße landwirtschaftlich geprägt, aber auch der sommerliche Tourismus vieler Städter spielt eine gewisse Rolle für die Einnahmen der Bevölkerung. 

## Geschichte
Der Name Lonavla bedeutet so viel wie „Reihe von steinernen Rastplätzen“ und nimmt Bezug auf die vielen natürlichen bzw. von Menschenhand in den Fels des Dekkan-Trapp gehauenen Höhlen der Umgebung, die den Handelskarawanen vor allem in der Monsunzeit als natürlicher Wetterschutz dienten. Die buddhistischen Mönche (bhikkhus) machten sich diese Tradition zunutze und bauten ihre Klöster in diese Felsklüfte hinein, wo sie ab und an auch die wohlhabenden Karawanenführer unterbringen konnten, deren Dank in Form von Spenden sie gerne annahmen. Mit der Ankunft des Islam im Nordwesten Indiens ließ sowohl die Bedeutung des Buddhismus, als auch die des Fernhandels nach. Im 17. und 18. Jahrhundert entstanden auf dem Hintergrund der Auseinandersetzungen zwischen den Marathen und dem Mogulreich mehrere Forts. Die Briten machten Lonavla zu einem sommerlichen Rückzugsort (Hill Station) aus dem schwülheißen Bombay.

## Sehenswürdigkeiten
- Die Stadt selbst hat wenig besondere Attraktionen; nur an wenigen Stellen erblickt man noch Reste des ehemaligen kolonialen Flairs. Sie ist bekannt für die Süßigkeit chikki, Karamellblöckchen mit Sesamsaat, Nüssen oder Erdnüssen von eher splitteriger, feinbröseliger Qualität. In der Innenstadt entlang der vielbefahrenen Hauptstraße bieten unzählige Shops und Stände Chikki in verschiedenen Versionen an.
- Außerdem buhlen in Lonavala mehrere Wachsfigurenkabinette um die Gunst der Besucher. Das älteste und größte davon ist wohl Sunil‘s Waxmuseum in einer noch nicht ganz fertiggestellten Shoppingmall.

Umgebung
- Wichtigste Ausflugsziele sind die maximal etwa 20 km in südöstlicher Richtung entfernten buddhistischen Höhlenklöster von Karli, Bhaja und Bedsa.
- Auch die beiden über 1000 m hoch gelegenen Forts von Lohagad und Visapur liegen ganz in der Nähe.
- Für Inder sind hauptsächlich die grüne Landschaft mit ihren Wasserfällen und Seen von Interesse, an denen einige wohlhabende Filmschaffende aus Bollywood und andere sich ihre Villen gebaut haben.

Weitere Ausflugsziele sind unter anderem:
- Raiwood-Park
- Lonavala Dam – ein Staudamm
- Bushi Dam – ein weiterer Staudamm
- Lion Point, Tiger Point und Sunset Point – Aussichtspunkte mit sensationellem Ausblick in die zerklüftete Berglandschaft und Canyons